# Йон Облеменко (стадіон)
«Стадіонул Йон Облеменко» (рум. Stadionul Ion Oblemenco) — футбольний стадіон у місті Крайова, Румунія, домашня арена ФК «КС Університатя».

## Історія
Стадіон відкритий 10 листопада 2017 року на місці колишнього стадіону і також тримав ім'я легендарного румунського футболіста Йона Облеменка, який виступав за «Університатю». Особливостями його конструкції та дизайну є трибуни на 30 000 глядачів, які змінюють відтінки кольорів залежно від ракурсу та сучасний мультимедійний відеоекран. 

## Галерея

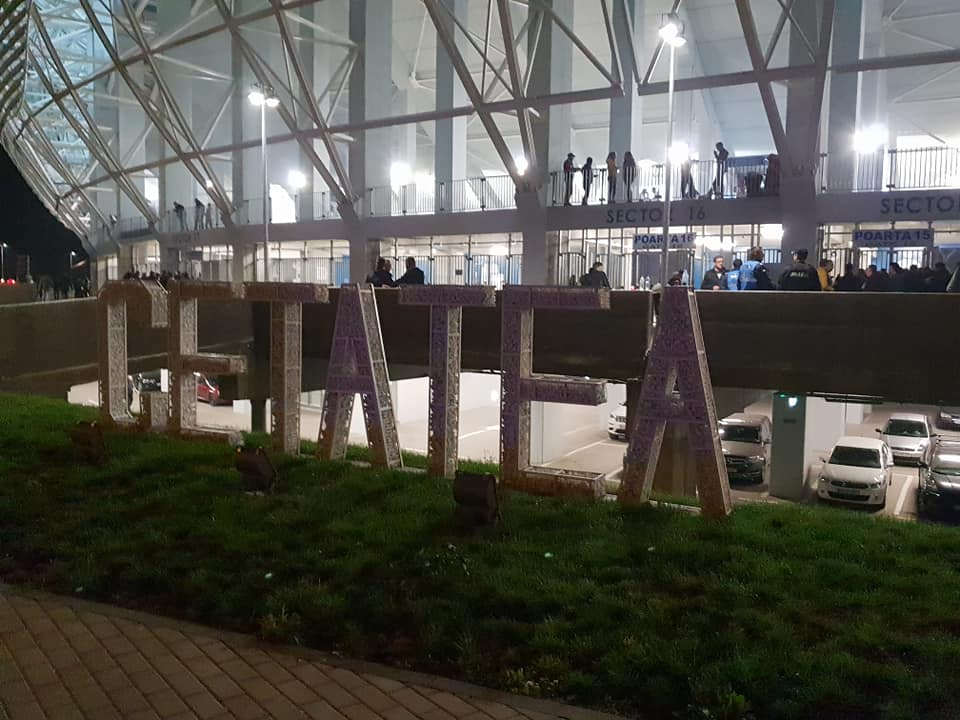
Ion Oblemenco Stadium parking lots
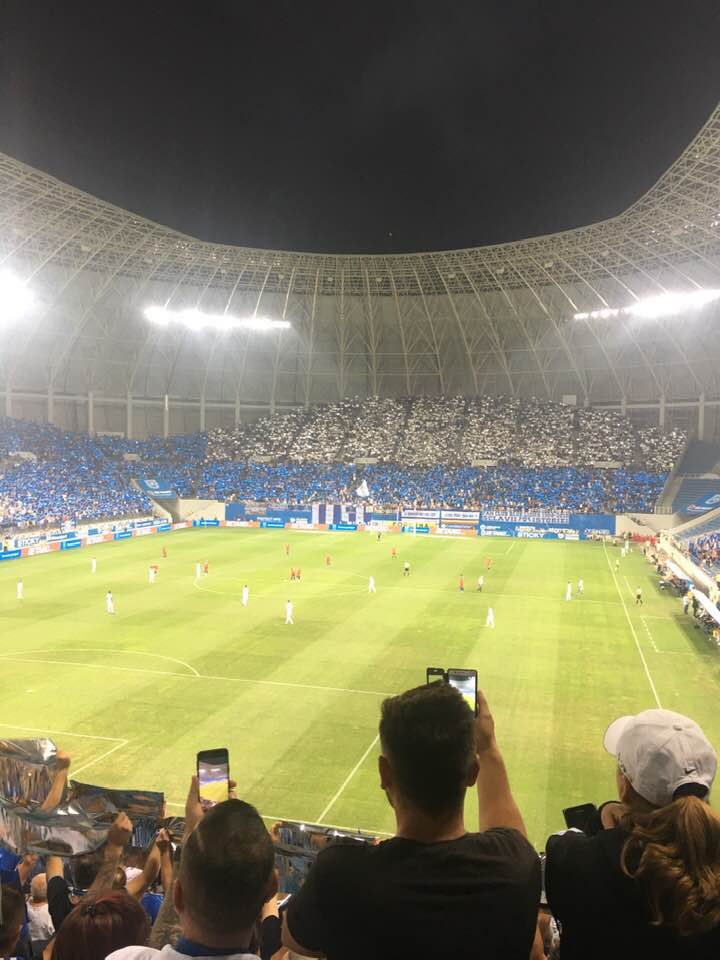
Fan choreography stadium overview
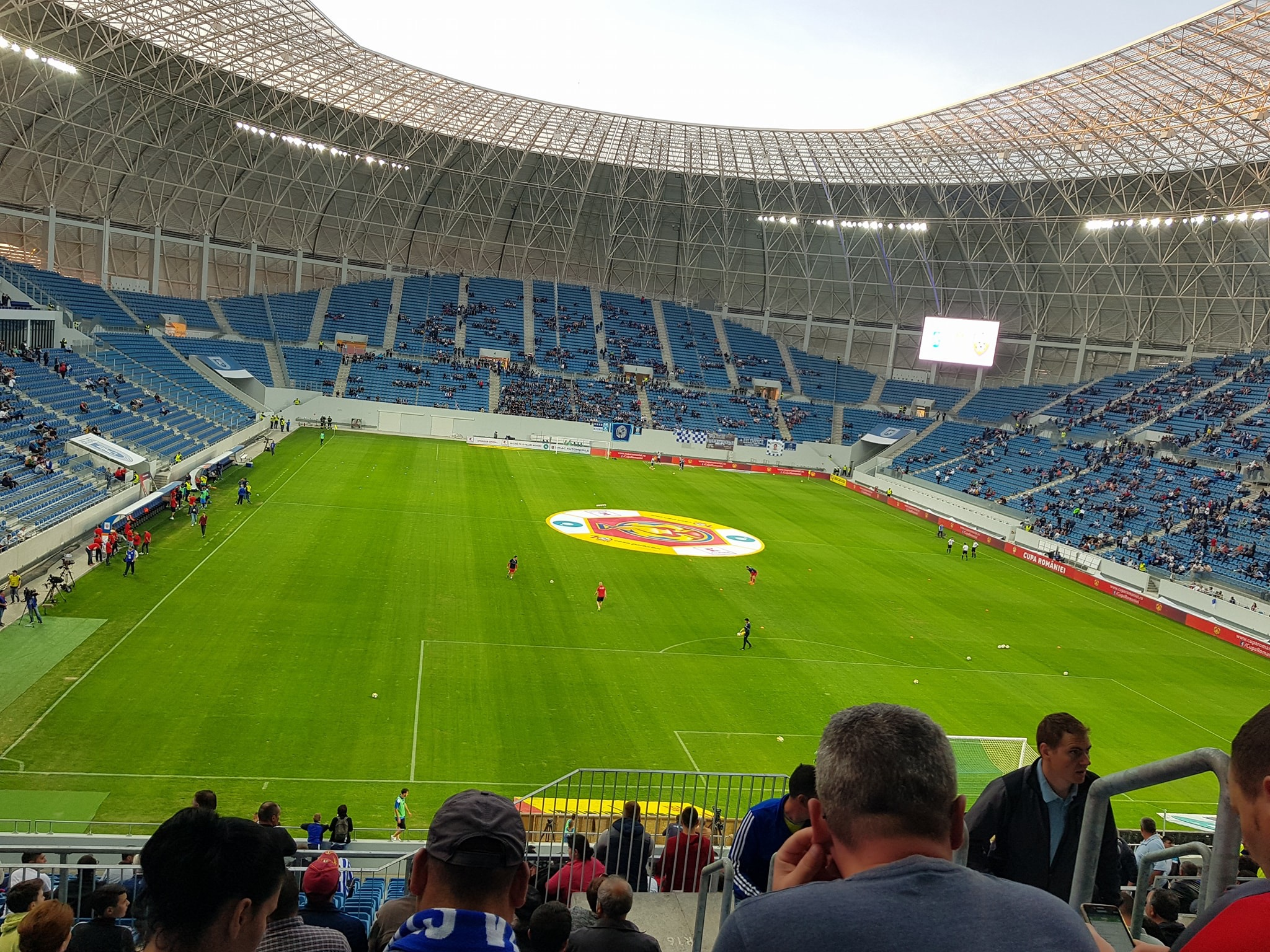
Internal view of the stadium